# Medizinische Geographie
Die Medizinische Geographie (auch Geographie der Gesundheit und Geographische Gesundheitsforschung; veraltet: Geomedizin, Nosogeographie) beschäftigt sich mit den räumlichen Determinanten von Krankheitsentstehung und -verbreitung einerseits sowie der Gesundheitsversorgung andererseits. Sie stellt eine „Schnittstelle von Mensch und natürlicher sowie anthropogen beeinflusster Umwelt“ bzw. zwischen geographischer und medizinischer, insbesondere epidemiologischer, Forschung dar und besitzt im Vergleich zu anderen Teilgebieten der Geographie einen hohen Anwendungsbezug. Als eigenständige Disziplin entstand sie im deutschsprachigen Raum aus der Tropenhygiene bzw. Tropenmedizin heraus und bildet bis heute ein Nischenfach, während sie international stärker in die allgemeine geographische Forschung integriert ist.

## Bezeichnung und disziplinäre Zuordnung
Der ältere und international anschlussfähigere Begriff Medizinische Geographie sowie der zwischenzeitlich institutionell stärker verankerte Ausdruck Geomedizin verweisen auf die beiden Entwicklungslinien des Fachs (vgl. den Geschichtsabschnitt). In Anlehnung an die anglo-amerikanische health geography finden inzwischen auch die Bezeichnungen Geographie der Gesundheit oder Geographische Gesundheitsforschung Verwendung. Der durch Adolf Mühry geprägte Begriff Nosogeographie (vgl. Nosologie) ist nicht mehr gebräuchlich.
Die medizinische Geographie gehört traditionell zu den Kernfächern der physischen Anthropogeographie, insbesondere mit ihrem ursprünglichen Fokus auf klimatische Bedingungen und zumal es Überschneidungsbereiche mit der geographischen Risikoforschung gibt. Innerhalb der Medizin bestehen Anknüpfungspunkte etwa zur Umwelt- und zur Reisemedizin sowie zu Public Health.

## Geschichte

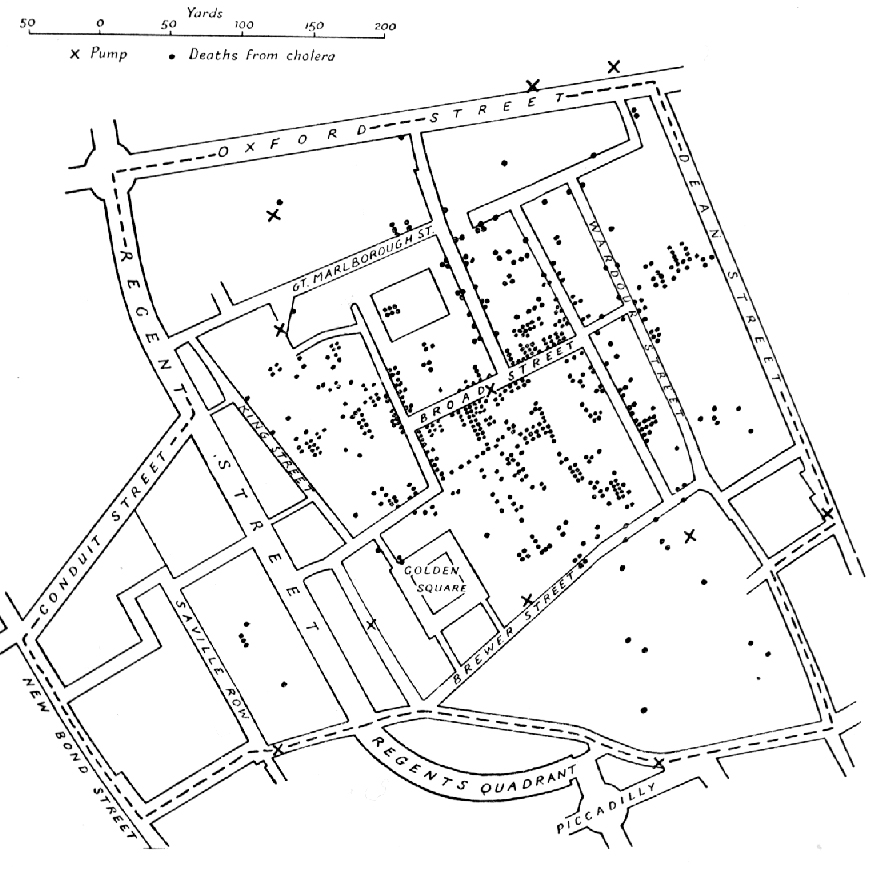
Karte der Cholera-Fälle in London 1854 von John Snow

Das dreibändige Werk Versuch einer allgemeinen medicinisch-practischen Geographie (1792–1795) von Leonhard Ludwig Finke enthält die erste bekannte kartographische Darstellung der weltweiten Verbreitung von Krankheiten und gilt als eines der Gründungswerke der neuzeitlichen medizinischen Geographie. Im 19. Jahrhundert erschienen weitere medizinisch-geographische Abhandlungen etwa von Adolf Mühry (Die geographischen Verhältnisse der Krankheiten, oder Grundzüge der Nosogeographie, 1856) und August Hirsch (Handbuch der historisch-geographischen Pathologie, 3 Bände, 1860–1864), deren Bedeutung nicht zuletzt in der damals noch verbreiteten Annahme begründet war, dass Umwelteinflüsse direkt für den Ausbruch von Krankheiten ursächlich waren (Miasmentheorie). Parallel dazu trug die Kartierung von Cholera-Fällen insbesondere durch John Snow in London zum Aufkommen der Bakteriologie bei. Als Hilfsmittel der Krankheitsursachenermittlung verlagerte sich in der Folgezeit der Schwerpunkt medizinisch-geographischer Forschung in den Bereich der Kolonial- und Tropenmedizin.
1931 grenzte Heinz Zeiss, in expliziter Anlehnung an den Begriff der Geopolitik, eine analytische Geomedizin von der deskriptiven medizinischen Geographie ab. Letztere hatte demnach die Aufgabe, diejenigen Umweltfaktoren eines Gebiets zu beschreiben, die im Zusammenhang mit Ausbruch und Verbreitung von Krankheiten standen. Die Geomedizin hingegen sollte nicht nur die Analyse dieser Zusammenhänge betreiben, sondern mittels kartographischer Darstellungen direkt auf bevölkerungspolitische Entscheidungen einwirken. Damit verbunden war eine Abkehr von der in den Jahren zuvor aufgekommenen Sozialhygiene hin zu einer Rassenhygiene, wie sie in den Folgejahren von den Nationalsozialisten betrieben wurde. So erstellte Zeiss, unter Mitarbeit von Helmut Jusatz und anderen, den für militärische Zwecke bestimmten Seuchen-Atlas. Auch nach Ende des Zweiten Weltkriegs wurde der „Sonderweg“ der Geomedizin fortgesetzt. 1952 erschien der erste Band des von Ernst Rodenwaldt herausgegebenen Weltseuchenatlas. Rodenwaldt gründete in demselben Jahr die Geomedizinische Forschungsstelle der Heidelberger Akademie der Wissenschaften, welche nach dessen Tod 1965 bis 1985 von Jusatz geleitet wurde und die geomedizinische Forschung bestimmte. Neben Atlanten entstanden in dieser Zeit medizinische Länderkunden, sodass innerhalb der Geographie Anknüpfungspunkte allenfalls zur geographischen Entwicklungsforschung bestanden. Die weitgehende disziplinäre Isolation des Fachs führte nicht zuletzt auch dazu, dass eine kritische Auseinandersetzung mit dessen Ursprüngen in Kolonialismus und Rassenideologie ausblieb.
Anders als in Deutschland wurde die medizinische Geographie nach dem Zweiten Weltkrieg international vor allem innerhalb der Geographie institutionalisiert, etwa in der Internationalen Geographischen Union oder, durch den französischstämmigen Tropenmediziner Jacques M. May, in der American Geographical Society. Zudem setzte May auch erste konzeptionelle Grundlagen, und neben der Erforschung von Krankheiten wurde die Geographie der Gesundheitsversorgung als zweites Teilgebiet der Disziplin etabliert.

## Methoden und Themen
Ein großer Teil der medizinisch-geographischen Forschung besitzt eine an den Zielen der Gesundheit, aber auch der Versorgungs- und Umweltgerechtigkeit ausgerichtete Anwendungsorientierung, deren Möglichkeiten sich vor allem durch die Nutzung von Fernerkundung und Geoinformationssystemen stark erweitert haben. Mit der spatial epidemiology („räumliche Epidemiologie“) besteht ein eigenständiges interdisziplinäres Fachgebiet, das sich unter Anwendung statistischer Verfahren mit der räumlichen Variation von Krankheitsfällen auseinandersetzt. Neben dem Vorkommen von Infektionskrankheiten gehört insbesondere die Ortsabhängigkeit von Krebserkrankungen zu den Forschungsschwerpunkten. Es werden human- und auch veterinärmedizinische Fragestellungen behandelt.
Daneben existiert eine sozialtheoretisch fundierte Forschungsrichtung, die sich etwa mit der spezifischen gesundheitlichen Qualität von Orten befasst und auch die psychische Gesundheit berücksichtigt. Dabei ist die medizinische Geographie eingebettet in eine allgemeinere, poststrukturalistisch interpretierte Berücksichtigung des Körpers in der geographischen Forschung, die wiederum von feministischer Theorie, Disability Studies oder auch Konzepten der Psychologie beeinflusst ist. Neben solch subjektzentrierten Ansätzen spielen auch komplexitätstheoretische Überlegungen eine zunehmende Rolle.
Den beiden Forschungsrichtungen liegen unterschiedliche Modelle von Krankheit, Gesundheit und Wohlbefinden zugrunde, wobei dem von Wilbert M. Gesler geprägten Konzept der „Therapeutischen Landschaften“ eine Schlüsselrolle für die Entstehung einer post-medizinischen Geographie der Gesundheit zukommt. Inzwischen hat es Eingang in die Regionalentwicklung und öffentliche Gesundheitsberatung gefunden.